# Movimento di Unità Democratica
Il Movimento di Unità Democratica (MUD) (in portoghese: Movimento de Unidade Democrática) è stata un'organizzazione politica portoghese contraria al regime di Salazar.

## MUD
Formato dopo la fine della Seconda guerra mondiale, l'8 ottobre 1945, con l'autorizzazione del governo, il MUD era l'erede del precedente MUNAF.
Il MUD venne creato per riorganizzare l'opposizione, prepararla per le elezioni e fornire un dibattito pubblico sulla questione elettorale. Raggiunse in breve tempo una grande adesione popolare (principalmente tra intellettuali e professionisti liberali) e cominciò a diventare una minaccia per il regime.
Salazar lo rese illegale nel gennaio 1948 con il pretesto dei legami mantenuti con il PCP. Tuttavia, l'organizzazione avrebbe continuato a sostenere la candidatura presidenziale del generale Norton de Matos nel 1949.
Organizzato sotto il MUD, tra il 1946 e il 1956 si tennero le Esposizioni Generali di Arti Plastiche (SNBA, Lisbona), per un totale di 10 mostre di grande impatto civico e culturale.

## MUD giovanile
Nell'organizzazione giovanile del MUD c'erano personalità come Mário Soares, Salgado Zenha, Octávio Pato, Francisco Castro Rodrigues, José Borrego, Maria Fernanda Silva, Júlio Pomar, Mário Sacramento, Rui Grácio, António Abreu, Nuno Fidelino Figueiredo, João Abel Manta, António Alfredo e l'imprenditore Henrique Neto.
Il MUD giovanile mantenne legami con movimenti cattolici attraverso personalità come João Sá da Costa e Fernando Ferreira da Costa, legate a padre Alves Correia.